# دوشیزه گمشده و دختران جزیره
دوشیزه گمشده و دختران جزیره (به انگلیسی: Miss Cast Away and the Island Girls) (که با نام‌های فیلم احمقانه ۲ (Silly Movie 2) و مامور اِم‌جِی و دختران جزیره (agent M.J. and the Island Girls) نیز شناخته می‌شود)؛ نام یک فیلم کمدی درجهٔ ب محصول سال ۲۰۰۴ است. این فیلم توسط برایان مایکل استولر با بودجهٔ ۲ میلیون دلار کارگردانی شده‌است. نقش اول فیلم را اریک رابرتز بازی می‌کند.
مایکل جکسون نیز در بخشی از این فیلم بازی کرده‌است. قسمتی که جکسون در این فیلم بازی کرده در مزرعه نِوِرلَند فیلم‌برداری شده‌است.

## انتشار دوباره
فیلم دوشیزه گمشده و دختران جزیره روز جمعه ۲۵ نوامبر ۲۰۱۱ با نام مامور ام‌جی و دختران جزیره (به انگلیسی: MJ and The Island Girls) از ۲۷۰ شبکهٔ تلویزیونی در سراسر آمریکا پخش شد.
این فیلم همچینین بر روی ۱۰ هزار نسخه دی‌وی‌دی دوباره منتشر شد. بر روی دی‌وی‌دی علاوه بر فیلم اصلی، ۲۰ دقیقه از صحنه‌های دیده نشده از مایکل جکسون وجود داشت.